# Parahexilo
El parahexilo (n-Hexil-Δ3THC, Synhexyl) es un psicotomimético sintético homólogo del tetrahidrocannabinol (THC), que fue inventado en 1949 durante los intentos para elucidar la estructura del Δ9-THC, uno de los componentes activos del cannabis.

## Química
El parahexilo es similar en estructura y actividad al THC, aunque sólo difieren en la posición de un doble enlace, y el alargamiento de la cadena 3-pentil por un grupo CH2 a n-hexilo.

## Farmacodinamia
El parahexilo produce los efectos agonistas clásicos del cannabis en los animales. Tiene una biodisponibilidad por vía oral algo más alta que el THC en sí pero por lo demás es muy similar. Es de suponer que actúa como un agonista CB1 de la misma manera que el THC pero como no ha habido investigación publicada utilizando el parahexilo desde el descubrimiento de los receptores CB1, esto no se ha confirmado definitivamente.

## Estudio como euforizante
El parahexilo (Synhexyl) mostró la mayor promesa de ser útil como una droga euforizante. En la década de 1940 se hizo disponible para ensayos clínicos y Stockings publicó en 1947 un informe sobre sus efectos favorables para aliviar los estados depresivos mentales en cincuenta pacientes, más de la mitad de los cuales eran internos en hospitales psiquiátricos. Las investigaciones que se reportaron fueron en un grupo más pequeño de catorce pacientes que fueron estudiados intensamente con miras a obtener una imagen clara del efecto de la droga y su valor en el tratamiento de la depresión. Los efectos del parahexilo se investigaron en un grupo de pacientes con características predominantemente depresivas. Los síntomas producidos fueron de deterioro general de la función cerebral y opacidad leve de la conciencia. No se obtuvo evidencia alguna de que la droga fuera valiosa como tratamiento para la depresión. Los síntomas fueron producidos en contraste con los de la benzedrina en el mismo grupo de sujetos. Estos resultados se discutieron en relación con el mecanismo de acción del fármaco.

## Estado legal
El parahexilo se halla bajo fiscalización internacional desde 1971 y fue declarada ilegal bajo la convención de la ONU en 1982 sobre la base de su similitud estructural y perfil de efectos similares al THC, a pesar de no haber tenido nunca ningún caso registrado de abuso por parte de los seres humanos o venta ilícita. El parahexilo se colocó en el esquema más restrictivo como un compuesto carente de uso médico, a pesar de que nunca ha sido debidamente investigado para ver si podría tener usos médicos o no. Leo E. Hollister estudió ampliamente en 1969 el efecto del parahexilo en busca de aplicaciones clínicas posibles. Efectos similares a los del THC fueron reportados con este compuesto, pero era necesaria una dosis tres veces mayor.

## Efectos tóxicos
- Comportamiento: Excitación y agresión, rigidez (incluyendo catalepsia)
- Gastrointestinal: hipermotilidad, diarrea.
- Aparato respiratorio: Depresión respiratoria. Edema pulmonar agudo.[5]

## Efectos diversos
| Medición                        | Intervalo                                                                                      | Parahexilo (Synhexyl)                                                             |
| ------------------------------- | ---------------------------------------------------------------------------------------------- | --------------------------------------------------------------------------------- |
| Temperatura rectal              | Diario                                                                                         | Disminuida ligeramente                                                            |
| Pulso                           | Diario                                                                                         | Aumentado inicialmente, luego disminuye por debajo de lo normal                   |
| Frecuencia respiratoria         | Diario                                                                                         | Disminuida                                                                        |
| Presión sanguínea sistólica     | Diario                                                                                         | Sin cambio                                                                        |
| Peso corporal                   | Diario                                                                                         | Incrementado                                                                      |
| Ingesta calórica                | Diario                                                                                         | Sin información                                                                   |
| Sueño                           | Diario                                                                                         | Incrementado                                                                      |
| Estado de ánimo                 | Diario                                                                                         | Euforia durante 3 días, luego incremento de letargo y pérdida general del interés |
| Coordinación                    | Diario                                                                                         | Sin cambio                                                                        |
| Confusión                       | Diario                                                                                         | Moderada                                                                          |
| Pruebas de inteligencia general | Línea de base antes de la medicación; 14 días en medicación, 3 días después de la interrupción | Ligeramente deteriorada                                                           |
| Función de memoria              | Línea de base antes de la medicación; 14 días en medicación, 3 días después de la interrupción | Sin cambio                                                                        |